# Jesper Brygger
Jesper Brygger (f. 1973) er en dansk forfatter bosiddende i Göteborg. Han debuterede i 2012 med de to digtsamlinger Snerte klik af kød bag ryggen (forlaget Virkelig) og Så vi her (forlaget Kronstork). Han har udgivet en roman og en række digtsamlinger.

## Bøger
- Snerte klik af kød bag ryggen, forlaget Virkelig 2012.
- Så vi her, forlaget Kronstork, 2012.
- Silfo, forlaget Basilisk, 2015.
- Transporterne, forlaget Kronstork, 2017.
- Lover lover lover, forlaget Basilisk, 2018.

## Oversættelser
- Rosenfingrede daggry, Khashayar Naderehvandi, forlaget Virkelig 2015.

## Eksterne links
- Poesibogen, podcast. Arkiveret 31. januar 2022 hos  Wayback Machine